# Chocoheros microlepis
Chocoheros microlepis (Dahl 1960) — єдиний вид роду Chocoheros, який є ендеміком басейну р. Буадо, що на Тихоокенській стороні Колумбії.